# Рязаново (деревня, Москва)
Рязаново — деревня в Новомосковском административном округе Москвы  (до 1 июля 2012 года в составе Подольского района Московской области). Входит в состав поселения Рязановское.

## Население
Согласно Всероссийской переписи, в 2002 году в деревне проживало 100 человек (46 мужчин и 54 женщины). По данным на 2005 год в деревне проживало 90 человек.
| 2002 | 2006 | 2010 |
| ---- | ---- | ---- |
| 100  | ↘90  | ↗126 |

## Расположение
Деревня Рязаново расположена на левом берегу Десны примерно в 7 км к северу от центра города Подольска. Ближайшие сельские населённые пункты — село Остафьево и посёлок Фабрики имени 1-го Мая.